# Karlskirche
Rektoratskirche St. Karl Borromäus (njemački za „Rektoratska crkva sv. Karla Boromejskog”), općepoznata kao Karlskirche („Karlova crkva”), je po mnogima najljepša bečka crkva i jedna od glavnih turističkih atrakcija u Beču. 
Nalazi se na južnoj strani Karlsplatza, na rubu Innere Stadta, oko 200 m izvan Ringstraßea.

## Povijest
Karlo VI., car Svetog Rimskog Carstva, se zavjetovao sagraditi crkvu posvećenu sv. Karlu Boromejskom (koji je bio cijenjen zbog svojih pohađanja milanskih žrtava kuge u 16.st, poznat kao iscjelitelj oboljelih od kuge) ako grad bude spašen od posljednjeg velikog izbijana bolesti. Nakon što je kuga prošla, izgradnja crkve najavljena je 1713., a dovršena je 1737. godine.
Crkvu je gradio austrijski arhitekt školovan u Rimu u Berninijevoj radionici, Johann Bernhard Fischer von Erlach, čija je barokna arhitektura uvelike utjecala i oblikovala ukuse habsburških vladara. Poznat je po izgradnji dvorca Schönbrunna tako da nije ni čudo što je i za izgradnju ove crkve predložio ambiciozni, raskošni dizajn koji nije stigao ni dovršiti prije smrti, kad je izgradnju dovršio njegov sin, Emanuel Fischer von Erlach.

## Odlike
Katedrala je jedinstvena po mješavini drevnih grčkih i rimskih elemenata s bizantskim, renesansnim i baroknim stilovima. Dizajn je usmjeren oko trijema u stilu drevnog grčkog hrama, okružen s dva stupca po uzoru na Trajanov stup u Rimu. Kao što stup u Rimu prikazuje događanja iz Trajanovog života, tako su na stupovima u Beču uklesane epizode iz života sv. Karla Borromejskog, te prikazuju osobine Postojanosti na lijevom i osobine Hrabrosti na desnom stupcu. Reljefi na zabatu prikazuju patnje Bečana za vrijeme kuge 1713. godine i djelo su Giovannija Stanettija, a na vrhu zabata nalazi se kip sv. Karla Boromejskog, djelo Lorenza Mattiellija. Kupola podsjeća na Baziliku sv. Petra, ali je znatno drugačija u tome što je baza izduženi elipsoid.
U unutrašnjosti je glavna atrakcija velika freska Johanna Michaela Rottmayra naslikana između 1725. i 1730. god. Posljednja narudžba slikara prikazuje ulazak sv. Borromeja u raj.
Oltarne slike u bočnim kapelama djelo su brojnih umjetnika kao što su: Gaetano Fanti, Daniel Gran, Sebastian Ricci, Martino Altomonte i Jakob van Schuppen. U unutrašnjosti prevladavaju mramor i zlatni detalji. 
Iako nije najpoznatija u Beču, ova se katedrala ipak smatra ljepšom od Katedrale sv. Stjepana i u vrijeme svoje izgradnje je služila kao poticaj Austriji da odbrani svoju titulu kao središte kršćanskog svijeta.
- Stupac sa spiralnom naracijom o životu sv. Karla Boromejskog
- Oltar s "Uznesenjem sv. Karla Boromejskog", Alberto Camesina
- Propovjedaonica koju je dizajnirao Joseph Emanuel Fischer von Erlach
- Detalj freske s kupole s prikazom ulazka sv. Karla Boromejskog u Raj